# 密拉卡 (明尼苏达州)
密拉卡（英語：Milaca）是一個位於美國明尼蘇達州米克縣的都市。根據2010年美國人口普查，該地共人口6574人，而該地的面積約為8.83平方千米。同時該地也是米克縣的縣治。

## 地理
密拉卡的座標為45°45′24″N 93°39′05″W / 45.75667°N 93.65139°W，而該地的平均海拔高度為329米（即1079英尺）。